# 71년

## 연호
- 후한(後漢) 영평(永平) 14년

## 기년
- 후한(後漢) 명제(明帝) 14년
- 신라(新羅) 탈해 이사금(脫解泥師今) 15년
- 고구려(高句麗) 태조대왕(太祖大王) 19년
- 백제(百濟) 다루왕(多婁王) 44년

## 사건
- 백제군이 신라의 변방을 약탈하다가 격퇴당하다.

## 탄생
- 고구려(高句麗) 7대 국왕(國王) 차대왕(次大王)